# 六十谷水管橋
六十谷水管橋（むそたすいかんきょう）は、和歌山県和歌山市内を流れる紀の川に架かる和歌山市企業局の水道橋（水管橋）。紀の川の南側にある和歌山市の基幹浄水場である加納浄水場から紀の川以北地域への唯一の送水ルートである。

## 概要
紀の川に架かる橋長546.55 mの水管橋で1973年度（昭和48年度）に供用を開始した。六十谷橋 (県道141号) の下流側、紀の川大堰の上流側に位置する。和歌山市の紀の川北側に送水するための水道管をわたす唯一の橋である。通水管径900A（外径 914.4mm）×2条（水道管2本）で構成される。2015年度（平成27年度）に耐震化工事を実施した。2021年 (令和3年)10月現在、1日あたりの送水量は約48,000 m3、約6万世帯 (約13万8000人) に給水している。
構造諸元
- 橋長546.55 m[1]
- 構造形式は、送水管を補剛桁とする最大支間長59.3 mの7径間連続鋼補剛桁アーチ橋（ランガー橋）である[7][8]。

## 崩落
2021年10月3日午後、本橋の左岸から4径間目（中央径間）が崩落した。翌日、午前11時現在で和歌山市北部の約6万世帯（約13万8000人）が断水となった。この規模は和歌山市の約4割の地域にあたる。

### 経過
10月3日
- 15時45分頃 - 加納浄水場で水量異常検知[10]。

10月4日
- 小学校22校に応急給水所を設置[10]。
- 和歌山市内の市立の幼稚園、小学校、中学校、高校の計36校が臨時休校[5]。
- 5病院に給水車を派遣[5]。

10月6日
- 10時 - 六十谷水管橋の東約40 mにある県道が通る六十谷橋に仮設水道管を設置してバイパスする工事を開始[11]。仮設水道管の設置作業は、和歌山市管工事業協同組合加盟事業者の作業員により、1日あたり約100人24時間態勢で行われた[11]。この工事のため、六十谷橋は全面通行止めとなった[12]。

10月8日
- 夜 - 六十谷橋に仮設の管を設置する工事が完了し送水を開始[13]。使用されている水道管は、従来より細い約70センチメートルのものであるが、市は「生活には支障はない」としている。

10月9日
- 午前 - 断水していた地域で順次給水を開始[13]。

10月20日
- 市議会全員協議会で尾花正啓市長が方針説明。本復旧について、橋が落下した部分とその前後を同じ形式で架け替えた上で、落下しなかった部分を点検し、部材の交換や修繕で対応する方法案を提示した。工期は紀ノ川の出水期を避けた翌年5月末まで[14]。

11月6日
- 断水の影響によって故障した給湯器や浄水器などの修理費、営業できず廃棄された食材などの補償費、断水や濁水の影響で体調不良になった場合の通院費などが対象とする補償窓口を設置[15]。

### 原因
崩落の原因は不明であるが、和歌山市が2021年10月6日にドローンによる上空からの撮影を行ったところ、崩落した中央径間の北側に隣接する径間で、送水管（補剛桁）とアーチを繋ぐ吊り材（各径間に18本）のうち4本に腐食や破断が発見された。また、2020年12月に撮影されたGoogle マップのストリートビューでは、中央径間の吊り材にも複数箇所の破断があるように見えるとの指摘もある。
和歌山市は約40m離れて隣接する道路橋・六十谷橋からの目視での漏水の点検を月1回行うとともに、本水管橋の管理用通路からの目視での上部構造等の点検を年1回行っていた。しかし、いずれの点検も、高い位置にある構造部材を十分確認できるものではなかった。また、2021年5月11日に行われた年1回の点検では、橋の上部構造に複数の腐食が発見され、2022年度以降の塗装工事などが検討されていたものの、破断は把握しておらず、緊急性を要するとの認識もなかった。

### 影響
- 崩落直後、断水の対象である和歌山市北部の住民によって、周辺の小売店から飲料水を購入する人々が急増した影響で4日の時点では時水が手に入らない状況が続いた。が、翌5日頃からは通常通り供給されている。
- 入浴ができない住民のために、和歌山県内の一部の公衆浴場施設により支援運動が行われた。
- ECサイトAmazonで水を大量に発注する住民が急増したことにより、和歌山市内のヤマト運輸や佐川急便などの運送業者の仕分け配達が追いつかない状況に陥った。全国から和歌山県内への配送には全般に大幅な遅延が発生した[17]。
- 六十谷橋の通行止めに伴い、紀の川大堰管理橋は朝と夕方の通勤時間帯に渋滞が発生した。和歌山市は10月13日に、渋滞緩和のため時差出勤や他の橋の利用を呼びかけた[18]。この通行止めは2022年6月15日5時まで続いた[19]。
- 尾花市長は崩落・断水の責任を取り、自身の期末手当239万円を受け取らないこととした。また瀬崎典男・公営企業管理者の171万円も同様とした[20]。

### 復旧

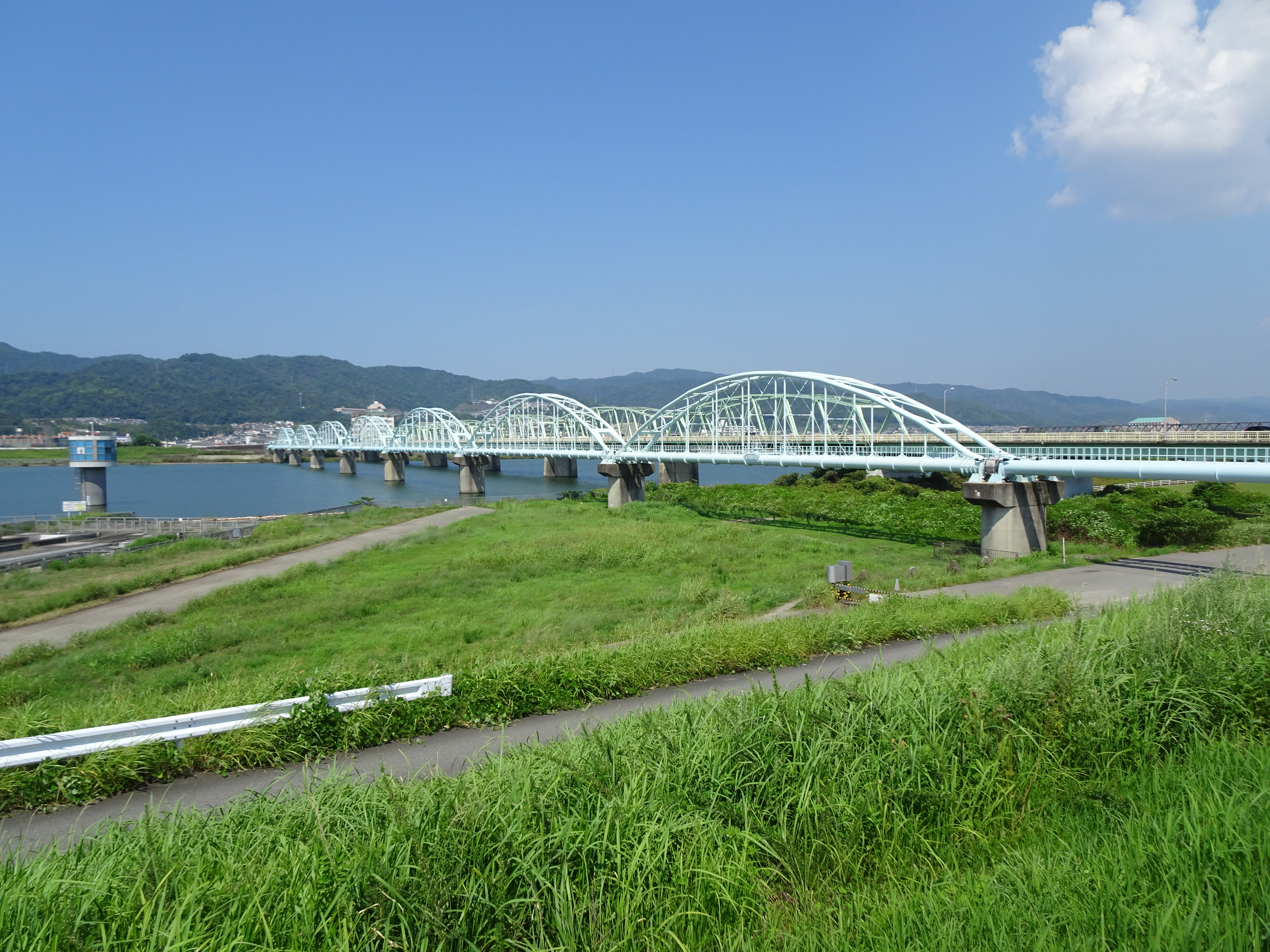
六十谷水管橋（2024年9月）

並走する県道141号六十谷橋に仮設バイパス管を設置する応急復旧工事は2021年（令和3年）10月8日に完了し同日通水を開始した（先述）。
本復旧工事は落橋した前後を含む3径間を架け替えとし、残存区間では補強や補修が行われた。2022年（令和4年）6月10日に仮設配管の撤去を完了した。